# باتي واترس
باتي واترس (بالإنجليزية: Patty Waters)‏ هي مغنية أمريكية، ولدت في 11 مارس 1946 في آيوا في الولايات المتحدة.

## وصلات خارجية
- باتي واترس على موقع ميوزك برينز (الإنجليزية)
- باتي واترس على موقع أول ميوزيك (الإنجليزية)
- باتي واترس على موقع ديسكوغز (الإنجليزية)